# Ull de perdiu
L'ull de perdiu o saltaülls(Adonis aestivalis), és una espècie de planta amb flors dins la família ranunculàcia, amb usos medicinals i ornamentals. És una planta nadiua d'Amèrica del Nord i d'Euràsia, incloent els Països Catalans, que es troba en altituds d'entre 1.200 i 2.400 m. També pot rebre els noms d'adonis d'estiu i bolig.

## Característiques

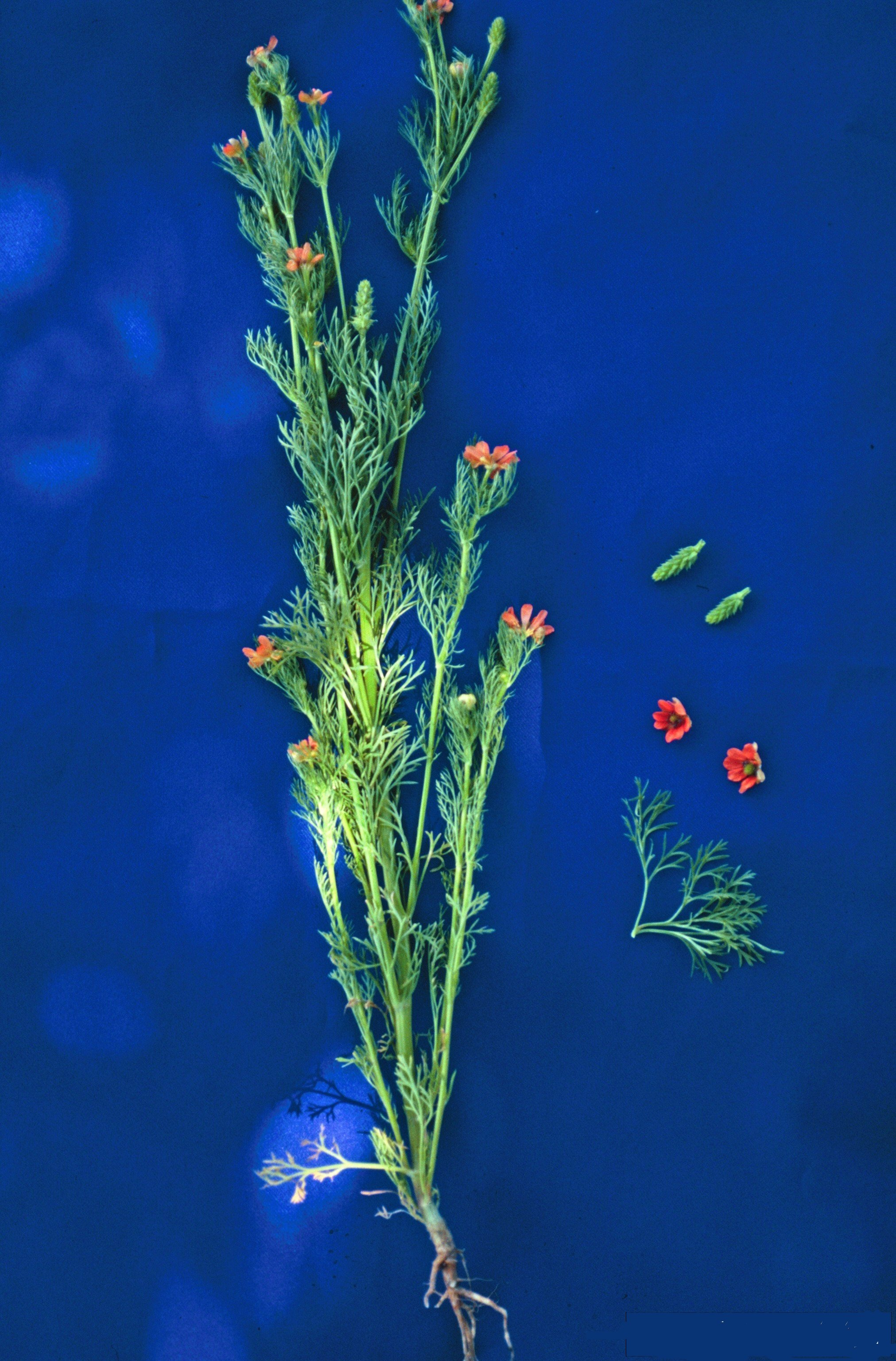
Detall de la planta completa

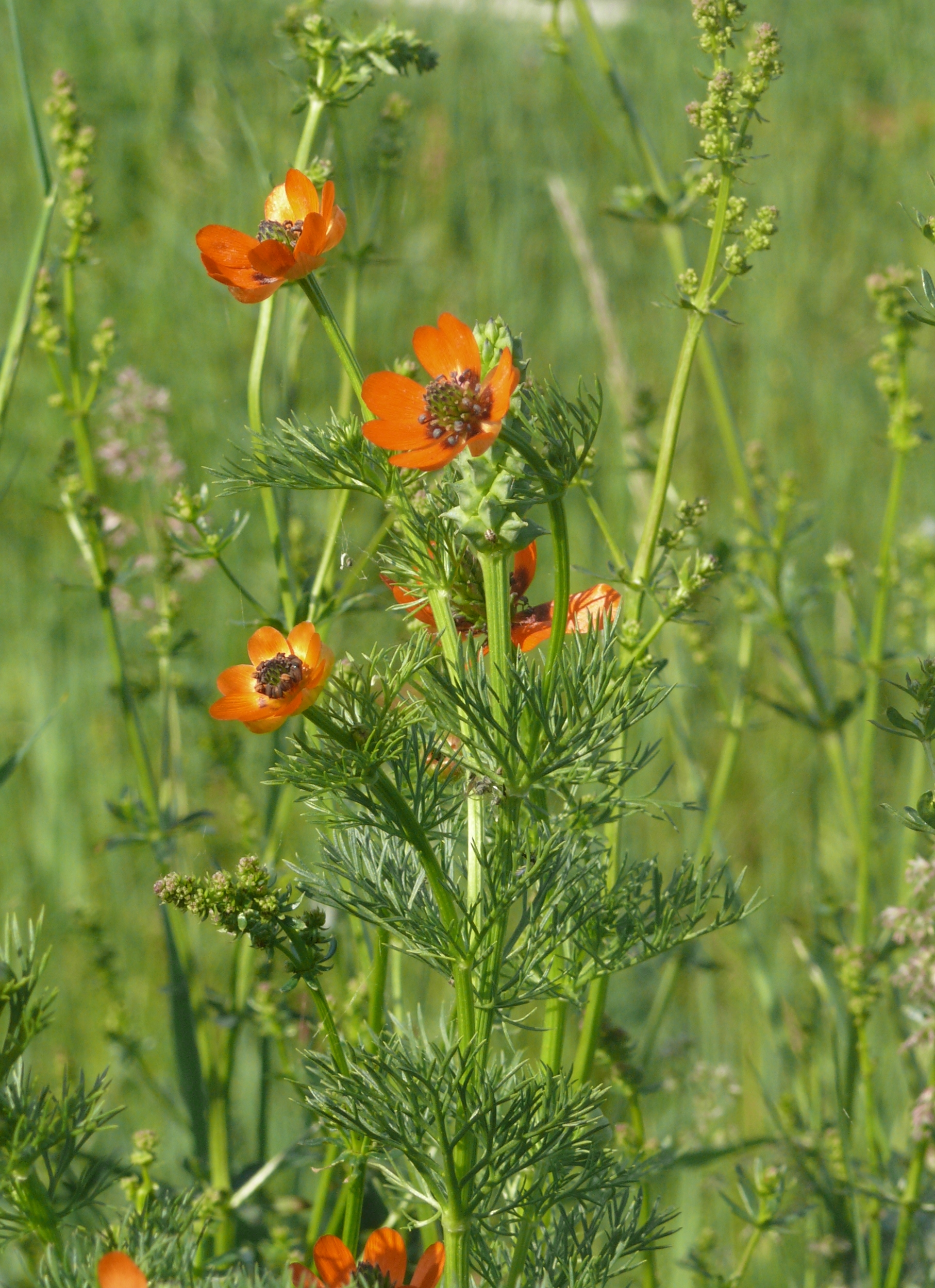
Vista de la planta

És una planta herbàcia anual que arriba a fer de 20 a 70 cm d'alt. Les fulles basals són de 3-5 cm de longitud i peciolades. Les flors són de color vermell, rarament grogues i de 15-35 mm de diàmetre, amb un centre fosc o negre i anteres negres. El fruit té molts aquenis. Floreix entre juny i juliol. El seu hàbitat és en terres calcàries.

## Taxonomia
Adonis aestivalis va ser descrita per Linné i publicat en Species Plantarum, Editio Secunda 1: 771, l'any 1762.

## Etimologia
Adonis: és el nom del gènere segons Stearn's Dictionary of Plant Names: "La flor se suposa que s'ha originat a partir de la sang d'Adonis, que va ser atacat per un senglar i va morir. Era estimat per Afrodita. Adonis era considerat pels grecs antics com el déu de les plantes. Es creia que desapareixia a la tardor i l'hivern per tornar a la primavera i l'estiu.
Aestivalis: és lepítet específic llatí que significa 'd'estiu'.

## Sinònims
- Adonis aestivalis subsp. aestivalis L.
- Adonis aestivalis subsp. provincialis (DC.) C.H.Steinb.
- Adonis aestivalis subsp. squarrosa (Steven) Nyman
- Adonis aestivalis var. dentata (Delile) Coss.
- Adonis ceretana Germà Sennen
- Adonis dentata var. provincialis DC.
- Adonis dentata Delile
- Adonis miniata Jacq.
- Adonis squarrosa Steven[5]
- Adonis aestivalis f. citrina (Hoffm.) Riedl
- Adonis aestivalis subsp. cretica (Huth) C.Steinb.
- Adonis aestivalis subsp. marginata C.H.Steinb. ex W.T.Wang
- Adonis aestivalis var. velutina Lipsky
- Adonis ambigua Gaudin
- Adonis ambigua var. flavus Gaudin
- Adonis annua var. phoeniceus L.
- Adonis autumnalis M.Bieb.
- Adonis bienertii Butkov ex Riedl.
- Adonis citrina Hoffm.
- Adonis crinita Hoffm.
- Adonis cristata Stapf
- Adonis flammea Schleich. ex Steud.
- Adonis flava Vill.
- Adonis inermis Stapf
- Adonis inglisii Royle
- Adonis linnaei Sennen
- Adonis maculata Wallr.
- Adonis maculata var. miniata Wallr.
- Adonis maculata var. ochroleuca Wallr.
- Adonis maculata var. pallens Wallr.
- Adonis micrantha DC.
- Adonis polymorpha Zumagl.
- Adonis scrobiculata subsp. velutina (Lipsky) C.H.Steinb. ex Rech.f.
- Cosmarium aestivale Dulac[6]